# Stracciatella (kem)
Stracciatella (phát âm tiếng Ý: [strattʃaˈtɛlla]) là một loại gelato, bao gồm kem làm từ sữa chứa đầy những miếng sô-cô-la mịn, không đều. Ban đầu món này được tạo ra ở Bergamo, miền bắc nước Ý, tại Ristorante La Marianna vào năm 1961. Lấy cảm hứng từ món súp stracciatella, được làm từ trứng và nước dùng vốn là món ăn khá phổ biến ở Roma. Đây là một trong những hương vị gelato nổi tiếng nhất của Ý.

## Mô tả
Nhà sản xuất tạo ra hiệu ứng này bằng cách nhỏ giọt sô-cô-la tan chảy thành kem sữa đơn giản vào cuối quá trình khuấy; sô-cô-la đông đặc ngay khi tiếp xúc với kem lạnh rồi được chia nhỏ và kết hợp với kem bằng cây vét bột. Quá trình này tạo ra các mảnh sô-cô-la có tên gọi là stracciatella. (Stracciatella trong tiếng Ý có nghĩa là 'vụn nhỏ'.) Trong lúc loại kem stracciatella theo truyền thống bao gồm sữa, kem lạnh và sô-cô-la sữa, các biến thể hiện đại cũng có thể được làm từ vani và sô-cô-la đen.

## Nguồn gốc

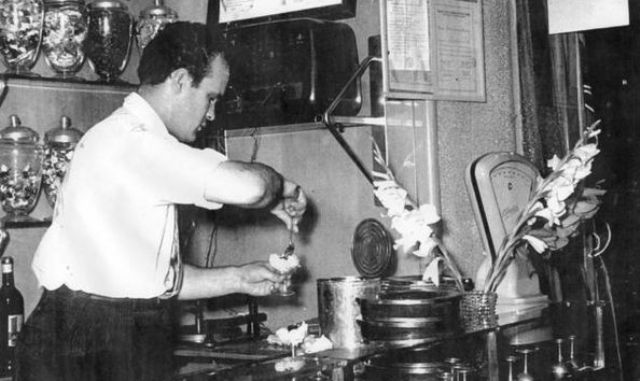
Ảnh chụp Enrico Panattoni, người tạo ra món kem stracciatella.